# اوگورون
اوگورون (به لاتین: Ogoron) یک منطقهٔ مسکونی در روسیه است که در استان آمور واقع شده‌است.